# Alexander Egger
Alexander Egger, né le 3 janvier 1987, est un coureur cycliste autrichien.

## Palmarès
- 2004
  - 2e du championnat d'Autriche du contre-la-montre juniors
- 2005
  -  Champion d'Autriche du contre-la-montre juniors
  - 3e étape du Tour d'Istrie
  - 2e du championnat d'Autriche sur route juniors